# Winfred Yavi
Winfred Mutile Yavi (Nairobi, 31 december 1999) is een Keniaans-Bahreins atleet, gespecialiseerd in de steeplechase. Ze werd geboren in Kenia, maar ging op haar vijftiende naar Bahrein, en sinds augustus 2016 komt ze uit voor haar nieuwe vaderland.
Op de Olympische Spelen van Tokio in 2021 werd ze tiende op de steeple chase. Drie jaar later op de Olympische Zomerspelen van Parijs behaalde ze voor Bahrein de gouden medaille op dat onderdeel, in een nieuw Olympisch record van 8.52,76.
2008: Goelnara Samitova-Galkina ·
2012: Habiba Ghribi ·
2016: Ruth Jebet ·
2020: Peruth Chemutai ·
2024: Winfred Yavi